# Notkirche Saarbrücken

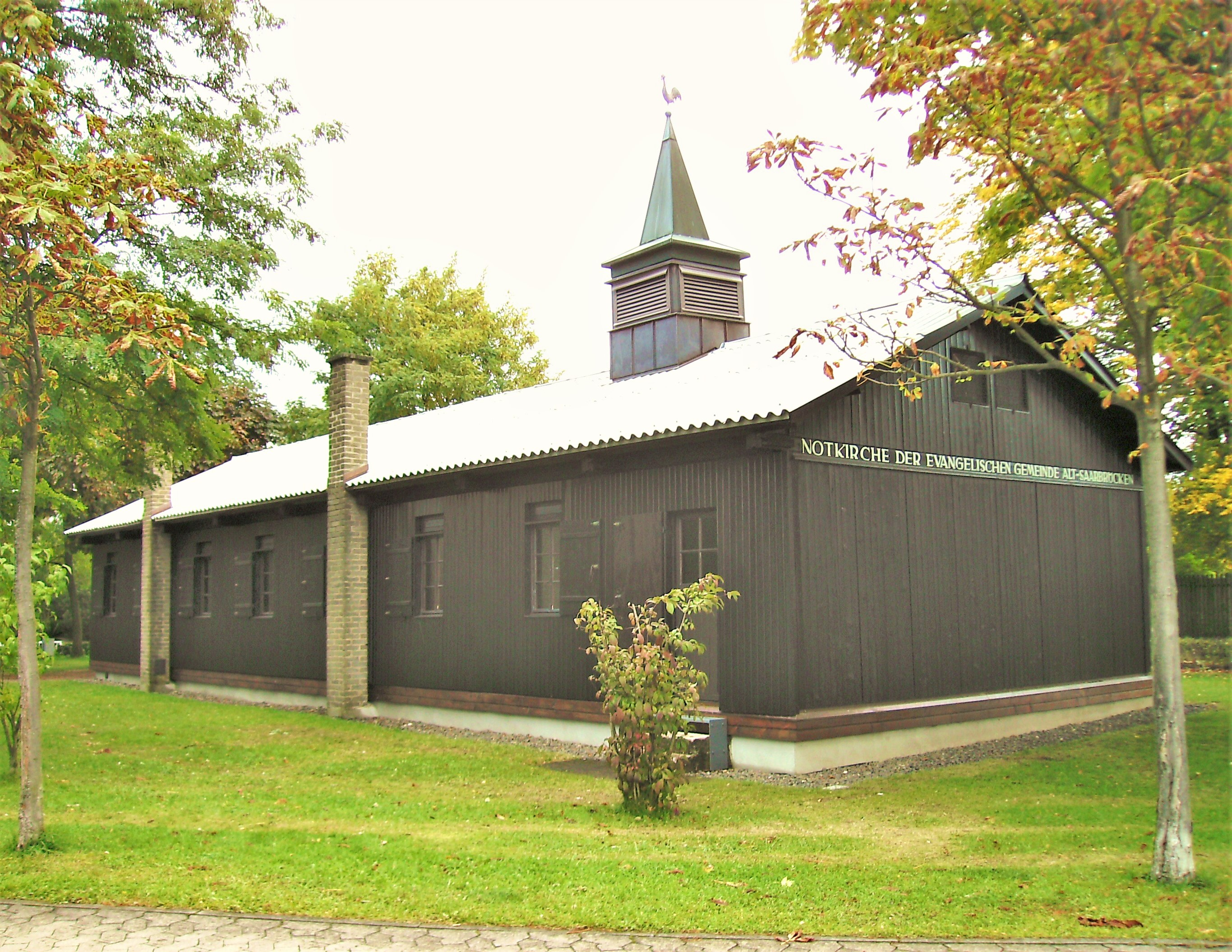
Notkirche Saarbrücken (Westansicht)

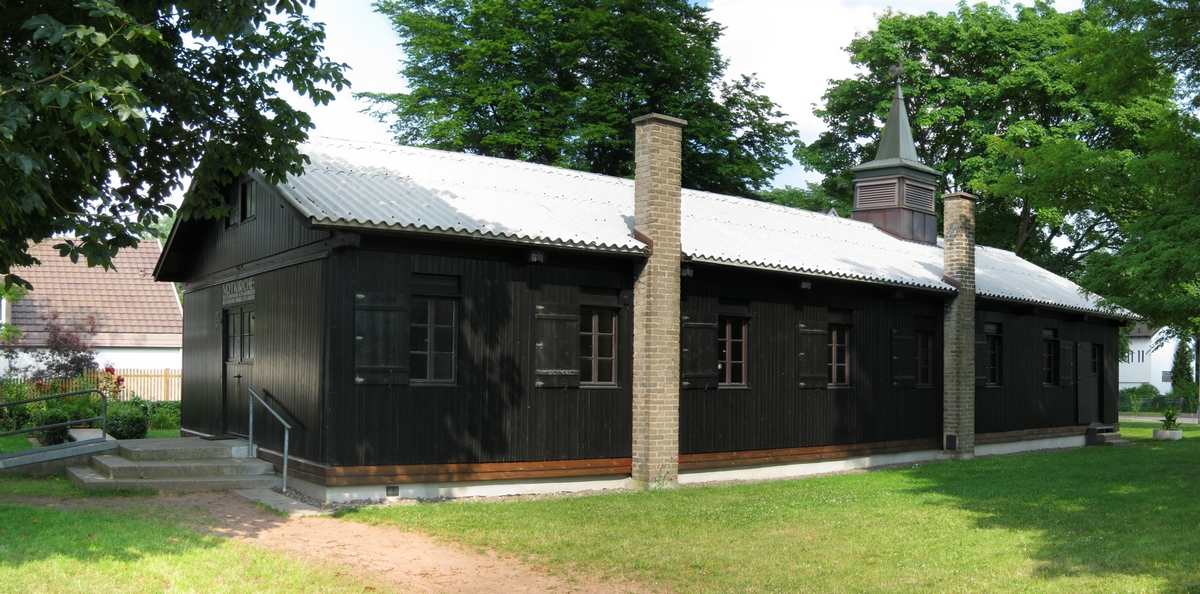
Die Holznotkirche Saarbrücken (Ostansicht)

Die Notkirche am 40er Grab ist eine evangelische Kirche in Saarbrücken. Sie liegt in der Spichererbergstraße im Stadtteil Alt-Saarbrücken. Die Kirche steht unter Denkmalschutz.

## Name

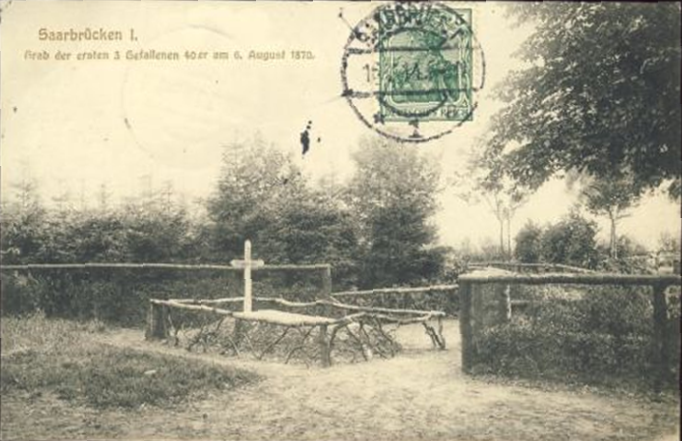
Historische Postkarte mit dem Grab der drei Soldaten

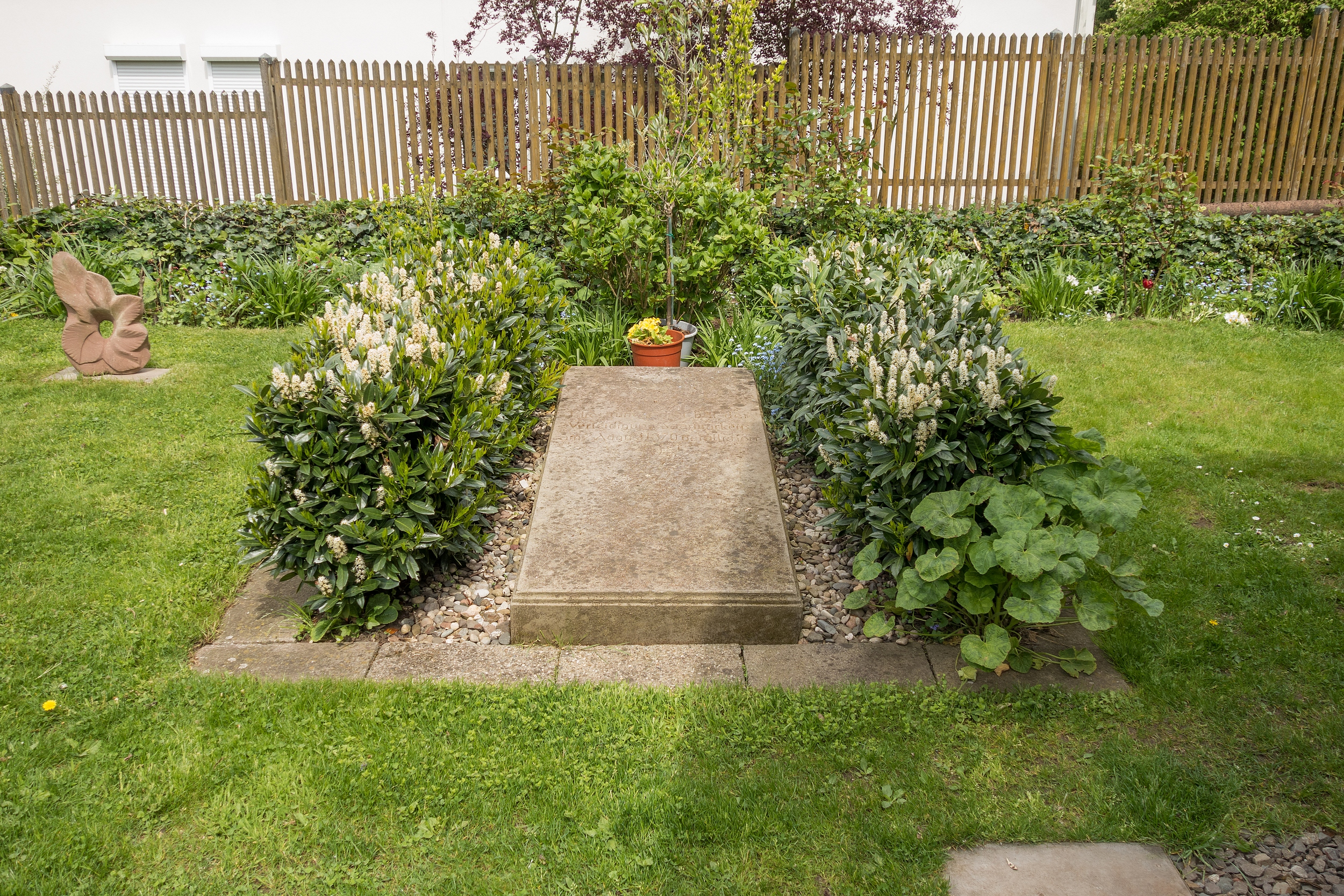
Heutige (2015) Ansicht des 40er Grabes

Östlich des Eingangs der Kirche befindet sich das Grab dreier Soldaten des Hohenzollerschen Füsilier-Regiments Nr. 40 aus dem Deutsch-Französischen Krieg, woraus der Name der Kirche entstand. In dem Grab hatten am 2. August 1870 französische Truppen vier Vierziger unter einem Schild mit der Aufschrift „Ci-gisent quatre braves soldats prussiens.“ bestattet. Der dort bestattete Unteroffizier Rudolf Cäsar wurde exhumiert und in seine Heimatstadt Idar überführt. Der Saarbrücker Verschönerungsverein deckte das Grab mit einer Sandsteinplatte mit der Inschrift „Hier ruhen 3 bei der Verteidigung Saarbrückens gefallene Vierziger.“

## Geschichte
Die Kirche wurde während des Zweiten Weltkrieges in der Schweiz als Militärbaracke angefertigt. Auf Vermittlung des Ökumenischen Rates in Genf schenkte die amerikanisch-lutherische Kirche im April 1946 der evangelischen Kirchengemeinde Saarbrückens die Holzbaracken-Kapelle No. 9 als Notkirche. Da das Zentrum Saarbrückens nach dem Ende des Kriegs verwüstet war, errichtete man den Bau auf einem städtischen Grundstück im Randbereich der Gemeinde. Die Einweihung der Kirche erfolgte am 29. September 1946. Die aus Metallspenden der Gemeindemitglieder erstellte erste Glocke der Notkirche wurde am Ostersonntag 1946 eingeweiht. Die Glocke wurde 1953 für 18.000 Francs in der Glockengießerei Mabilon zu Saarburg umgegossen. 1947 wurde im Februar ein Kindergarten in der Kirche eingerichtet, und im Dezember ein Altartisch angeschafft. Der Kindergarten wurde bis zur Einrichtung evangelischer Kindergärten in der Gärtnerstraße und in der Mondorfer Straße genutzt. Von 1952 bis 1980, als der Anschluss ans Gasversorgungsnetz erfolgte, wurde die Notkirche mit zwei Gema-Anthrazit-Dauerbrandöfen zum Preis von 55.755 Francs beheizt. Für 600.000 Francs wurde 1953 ein Orgelpositiv von Orgelbaumeister Lotar Hintz in einer eigens angebauten Nische eingebaut.

## Architektur
Die Notkirche ist eine der wenigen noch erhaltenen und kirchlich genutzten Holznotkirchen, genauer gesagt Barackenkirchen, Deutschlands. Der eingeschossige, giebelständige einschiffige reine Holzbau mit einem Grundriss von 20 m auf 9 m besitzt ein flaches Satteldach mit einem Dachreiter mit Glocke. 1952 erfolgten kleinere Veränderungen im Innern sowie der Anbau einer Orgelnische auf der Ostseite. Die beiden Fenster der Kirche im Giebelfeld über dem Altar gestaltete 1953 György Lehoczky. Die Fenster sind zweigeteilt und bleiverglast und stellen auf weißem Grund rot umrahmt die vier Evangelisten mit ihren Attributen dar.
1993 wurde an der Nordseite eine Abstellkammer angebaut.
Von 2006 bis 2008 wurde die Notkirche saniert und renoviert, dabei wurden auch die Windfangtüren zwischen Vorraum und Kirchenraum verglast. Am 11. April 2016 wurde eine neue Außenbeleuchtung eingeweiht. 2018 wurde eine neue Bestuhlung angeschafft und 2022 eine LED-Leuchtanlage, die eigens für die Kirche in Abstimmung mit dem Landesdenkmalamt entwickelt worden war.